# Les Vierges de Satan
Pour plus de détails, voir Fiche technique et Distribution.
Les Vierges de Satan (The Devil Rides Out) est un film britannique de Terence Fisher, sorti en 1968.

## Synopsis
Tous les ans, le duc de Richleau, un aristocrate français, son ami Rex Van Ryn et Simon Aron, le fils d'un ami pilote, se réunissent en mémoire de leur participation à la Première Guerre mondiale, au sein de l'escadrille La Fayette. Mais cette fois, Simon est manquant. En essayant de comprendre pourquoi, le duc de Richleau et Rex vont découvrir que Simon s'est engagé dans une société secrète sataniste et vont tout faire pour l'en sortir. Heureusement, le duc de Richleau est un érudit aux ressources précieuses, mais le leader de la secte, un certain Mocata, possède également de puissants pouvoirs spirituels. Il s'ensuit une lutte ésotérique sans merci entre les antagonistes. Qui l'emportera ?

## Fiche technique
- Titre : Les Vierges de Satan
- Titre original : The Devil Rides Out
- Réalisation : Terence Fisher
- Scénario : Richard Matheson, d'après le roman de Dennis Wheatley, The Devil Rides Out
- Production : Anthony Nelson Keys, pour Associated British-Pathé, Hammer Film Productions et Seven Arts Productions
- Musique : James Bernard
- Photographie : Arthur Grant
- Décors : Bernard Robinson
- Montage : Spencer Reeve
- Pays de production : Royaume-Uni
- Langues : anglais
- Format : Couleur - 1,66:1 - Mono
- Genre : Horreur, folk horror[1]
- Durée : 96 minutes (Espagne), 95 minutes (États-Unis)
- Dates de sortie :
  - Royaume-Uni : 20 juillet 1968
  - États-Unis : 18 décembre 1968 (New York)
  - Allemagne de l'Ouest : 22 septembre 1990  (1re télévisée)
  - France : 5 octobre 2005 (sortie DVD)

## Distribution
- Christopher Lee (VF : Raymond Gérôme) : Nicolas, duc de Richleau
- Charles Gray (VF : Jean Topart) : Mocata
- Niké Arrighi (VF : Arlette Thomas) : Tanith Carlisle
- Leon Greene (VF : Jean-Claude Michel) : Rex Van Ryn
- Patrick Mower (VF : Philippe Ogouz) : Simon Aron
- Gwen Ffrangcon-Davies : la comtesse
- Sarah Lawson (VF : Paule Emanuele) : Marie Eaton
- Paul Eddington : Richard Eaton
- Rosalyn Landor : Peggy Eaton
- Russell Waters : Malin

## DVD (France)
Le film est sorti sur le support DVD dans la collection Les Trésors de la Hammer :
- Les Vierges de Satan (DVD-9 Keep Case) sorti le 5 octobre 2005 édité par Metropolitan Vidéo et distribué par Seven7. Le ratio écran est en 1.85:1 panoramique 16:9. L'audio est en Français et Anglais 2.0 mono Dolby Digital avec présence de sous-titres français. En suppléments un documentaire Les archives de la Hammer : Les films à suspense (25' sous-titré en français) ainsi que la bande annonce d'époque. Il s'agit d'une édition Zone 2 Pal[2].